# Tower of Terror (film)
Tower of Terror is een Amerikaanse voor televisie gemaakte horrorkomedie uit 1997, zowel geschreven als geregisseerd door D. J. MacHale. De film is gebaseerd op de pretparkattractie The Twilight Zone Tower of Terror in de Disney's Hollywood Studios en maakte oorspronkelijk deel uit van The Wonderful World of Disney. In tegenstelling tot de attractie heeft de film niets te maken met de televisieserie The Twilight Zone.

## Verhaal
Op weg naar een Halloweenfeest kwamen er in 1939 vijf mensen om in het Hollywood Tower Hotel doordat de bliksem insloeg in de lift waar zij in stonden. Daarmee ontstond het spookverhaal dat hun geesten sindsdien in de lift rondspoken. Journalist Buzzy Crocker (Steve Guttenberg) en zijn nichtje Anna Petterson (Kirsten Dunst) krijgen van de oude vrouw Abigail Gregory (Amzie Strickland) het verhaal te horen dat de lift destijds vervloekt werd door Emmaline Partridge (Wendy Worthington), het kindermeisje van een van de vijf mensen die in 1939 omkwamen. Het was alleen niet de bedoeling dat de geesten van de doden zouden blijven rondspoken. Gregory zegt de lift te kunnen zuiveren van de geesten als ze van elk van de omgekomen mensen een specifiek voorwerp in handen krijgt. Crocker en Petterson gaan op zoek en krijgen daarbij hulp van automonteur Chris 'Q' Todd (Michael McShane), de kleinzoon van de bij de inslag omgekomen hotelbediende.

## Rolverdeling
| Acteur            | Personage          |
| ----------------- | ------------------ |
| Steve Guttenberg  | Buzzy Crocker      |
| Kirsten Dunst     | Anna Petterson     |
| Nia Peeples       | Jill Perry         |
| Michael McShane   | Chris 'Q' Todd     |
| Amzie Strickland  | Abigail Gregory    |
| Melora Hardin     | Claire Poulet      |
| Alastair Duncan   | Gilbert            |
| Lindsay Ridgeway  | Sally Shine        |
| John Franklin     | Dewey Todd         |
| Wendy Worthington | Emeline Partridge  |
| Lela Ivey         | Patricia Petterson |